# Fricourt
Cet article possède des paronymes, voir Frucourt et Frécourt.
Fricourt est une commune française située dans le département de la Somme, en région Hauts-de-France.

## Géographie

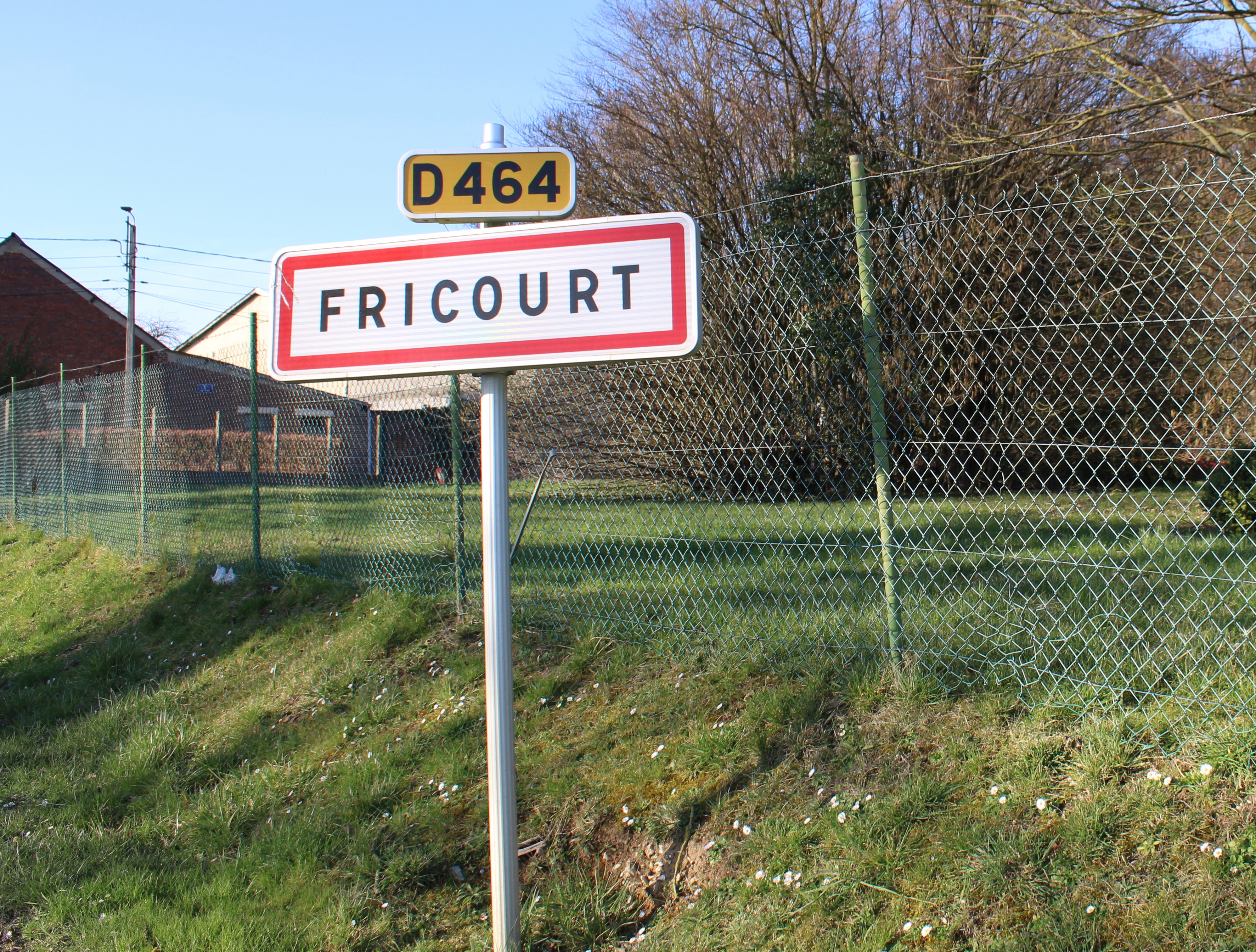
Entrée du village.

### Localisation
Le village est situé à 6 km d'Albert, 21 km de Péronne, 35 km d'Amiens. L'agglomération est bâtie sur le versant d'un coteau mais se trouvait autrefois aussi dans la vallée.

#### Communes limitrophes

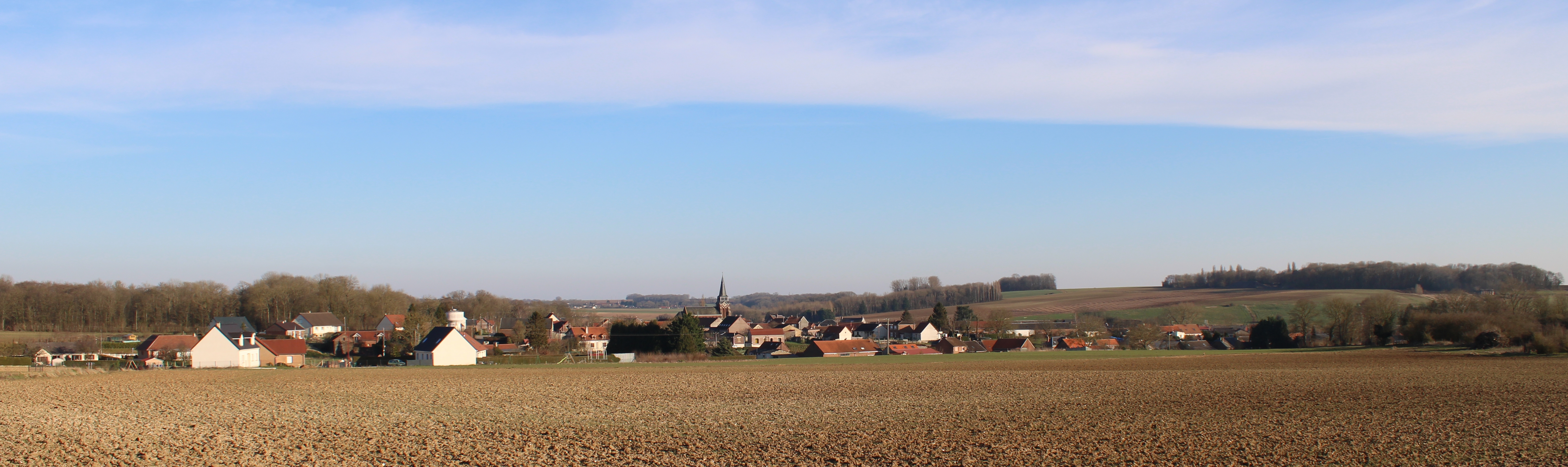
Panorama du village vu depuis le cimetière militaire de Fricourt.

| Ovillers-la-Boisselle | Contalmaison   |        |
| Bécordel-Bécourt      | Fricourt       | Mametz |
| Méaulte               | Bray-sur-Somme |        |

### Nature du sol et du sous-sol
Au nord et à l'est de la commune, le sol est argilo-siliceux ; à l'ouest il est calcaire ainsi qu'au sud. Au sud-ouest, il est argileux.

### Relief, paysage, végétation
Le territoire communal est accidenté, son altitude oscille entre 63 et 124 m.

### Hydrographie

#### Réseau hydrographique
La commune est située dans le bassin Artois-Picardie. Elle est drainée par le Fossé.

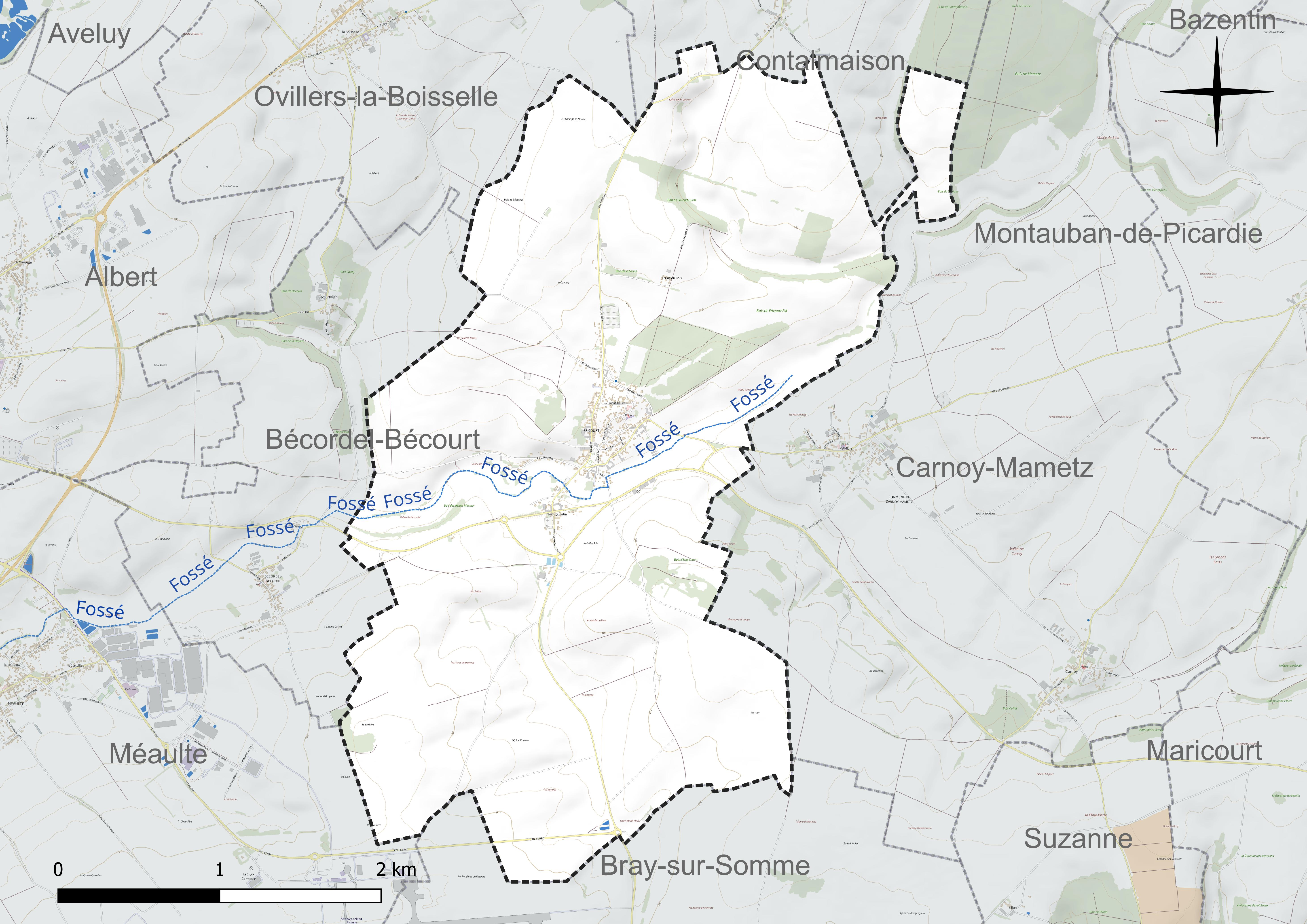
Réseau hydrographique de Fricourt.

#### Gestion et qualité des eaux
Le territoire communal est couvert par le schéma d'aménagement et de gestion des eaux (SAGE) « Somme aval et Cours d'eau côtiers ». Ce document de planification concerne un territoire de 1 835 km2 de superficie, délimité par le bassin versant de la Somme canalisée. Le périmètre a été arrêté le 29 avril 2010 et le SAGE proprement dit a été approuvé le 6 août 2019. La structure porteuse de l'élaboration et de la mise en œuvre est le syndicat mixte d'aménagement hydraulique du bassin versant de la Somme (AMEVA).
La qualité des cours d'eau peut être consultée sur un site dédié géré par les agences de l'eau et l'Agence française pour la biodiversité.

### Climat
Pour des articles plus généraux, voir Climat des Hauts-de-France et Climat de la Somme.
En 2010, le climat de la commune est de type climat océanique dégradé des plaines du Centre et du Nord, selon une étude du CNRS s'appuyant sur une série de données couvrant la période 1971-2000. En 2020, Météo-France publie une typologie des climats de la France métropolitaine dans laquelle la commune est exposée à un climat océanique et est dans la région climatique Nord-est du bassin Parisien, caractérisée par un ensoleillement médiocre, une pluviométrie moyenne régulièrement répartie au cours de l'année et un hiver froid (3 °C).
Pour la période 1971-2000, la température annuelle moyenne est de 10,4 °C, avec une amplitude thermique annuelle de 14,3 °C. Le cumul annuel moyen de précipitations est de 754 mm, avec 12,4 jours de précipitations en janvier et 9,1 jours en juillet. Pour la période 1991-2020, la température moyenne annuelle observée sur la station météorologique la plus proche, située sur la commune de Méaulte à 4 km à vol d'oiseau, est de 10,7 °C et le cumul annuel moyen de précipitations est de 730,3 mm,. Pour l'avenir, les paramètres climatiques de la commune estimés pour 2050 selon différents scénarios d'émission de gaz à effet de serre sont consultables sur un site dédié publié par Météo-France en novembre 2022.
| Mois                                  | jan.           | fév.           | mars          | avril         | mai             | juin           | jui.           | août           | sep.         | oct.          | nov.            | déc.           | année      |
| ------------------------------------- | -------------- | -------------- | ------------- | ------------- | --------------- | -------------- | -------------- | -------------- | ------------ | ------------- | --------------- | -------------- | ---------- |
| Température minimale moyenne (°C)     | 1,1            | 1,2            | 3,3           | 5,1           | 8,2             | 11             | 12,9           | 13             | 10,5         | 7,6           | 4,3             | 1,8            | 6,7        |
| Température moyenne (°C)              | 3,6            | 4,2            | 7,2           | 9,9           | 13,2            | 16,1           | 18,3           | 18,5           | 15,2         | 11,2          | 7               | 4,1            | 10,7       |
| Température maximale moyenne (°C)     | 6              | 7,1            | 11,1          | 14,7          | 18,2            | 21,2           | 23,6           | 23,9           | 20           | 14,9          | 9,7             | 6,4            | 14,7       |
| Record de froid (°C) date du record   | −13,7 17.01.13 | −13 07.02.1991 | −9,1 13.03.13 | −4,7 07.04.21 | −1,6 07.05.1997 | 1,4 05.06.1991 | 4,8 04.07.1990 | 5,7 24.08.1993 | 2,1 30.09.18 | −4,3 29.10.03 | −8,5 24.11.1998 | −13,6 18.12.10 | −13,7 2013 |
| Record de chaleur (°C) date du record | 14,8 09.01.15  | 18,5 26.02.19  | 23,1 31.03.21 | 26,6 29.04.10 | 30,3 27.05.05   | 34,1 18.06.22  | 40,8 25.07.19  | 38,2 06.08.03  | 34 15.09.20  | 28 01.10.11   | 19,8 06.11.18   | 15,8 30.12.22  | 40,8 2019  |
| Précipitations (mm)                   | 61,2           | 49,9           | 53,5          | 43,3          | 58,7            | 56,7           | 60,7           | 64,7           | 55,9         | 69,6          | 72,1            | 84             | 730,3      |

## Urbanisme

### Typologie
Au 1er janvier 2024, Fricourt est catégorisée commune rurale à habitat dispersé, selon la nouvelle grille communale de densité à sept niveaux définie par l'Insee en 2022.
Elle est située hors unité urbaine. Par ailleurs la commune fait partie de l'aire d'attraction de Méaulte, dont elle est une commune de la couronne,. Cette aire, qui regroupe 9 communes, est catégorisée dans les aires de moins de 50 000 habitants,.

### Occupation des sols
L'occupation des sols de la commune, telle qu'elle ressort de la base de données européenne d'occupation biophysique des sols Corine Land Cover (CLC), est marquée par l'importance des territoires agricoles (92,7 % en 2018), en diminution par rapport à 1990 (93,9 %). La répartition détaillée en 2018 est la suivante :
terres arables (92,7 %), zones urbanisées (3,6 %), forêts (3 %), zones industrielles ou commerciales et réseaux de communication (0,6 %). L'évolution de l'occupation des sols de la commune et de ses infrastructures peut être observée sur les différentes représentations cartographiques du territoire : la carte de Cassini (XVIIIe siècle), la carte d'état-major (1820-1866) et les cartes ou photos aériennes de l'IGN pour la période actuelle (1950 à aujourd'hui).

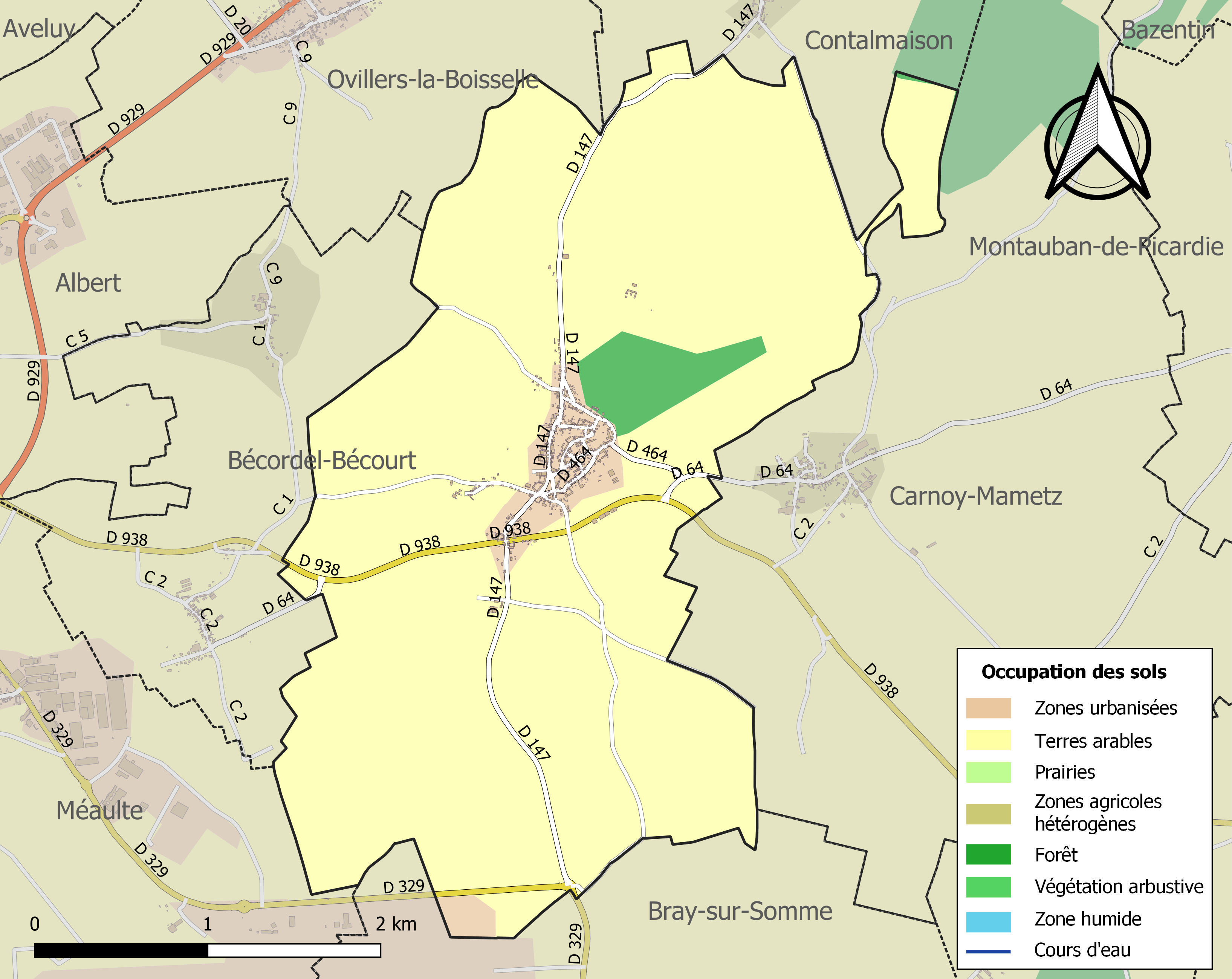
Carte des infrastructures et de l'occupation des sols de la commune en 2018 (CLC).

### Habitat
La commune de Fricourt a un habitat groupé. Il n'y a ni hameau, ni habitat important à l'écart sur le territoire communal.
Il existe cependant une ferme isolée, la « ferme du Bois ».

### Voies de communication et transports
En 2019, la localité est desservie par la ligne d'autocars no 39 (Albert - Péronne) et la ligne no 46 (Péronne - Cléry-sur-Somme - Albert), du réseau Trans'80, Hauts-de-France, chaque jour de la semaine sauf le dimanche et les jours fériés.

## Toponymie
On trouve Fraudeharius, terre inculte, aride et déserte.
Faudeharium-essartum (662), Fricort (1178), Frincourt (1246), Fricourt depuis 1536.
Ces noms de villages se terminant par -court sont le plus souvent des hameaux ou de petits villages ; l'appellatif toponymique -court (> français moderne cour) est issu du gallo-roman CORTE qui signifie « domaine ». Cet appellatif est généralement précédé d'un nom de personne germanique. Ces formations toponymiques datent du Moyen Âge. Cette façon de nommer les lieux serait liée à l'apport germanique du VIe siècle,.

## Histoire

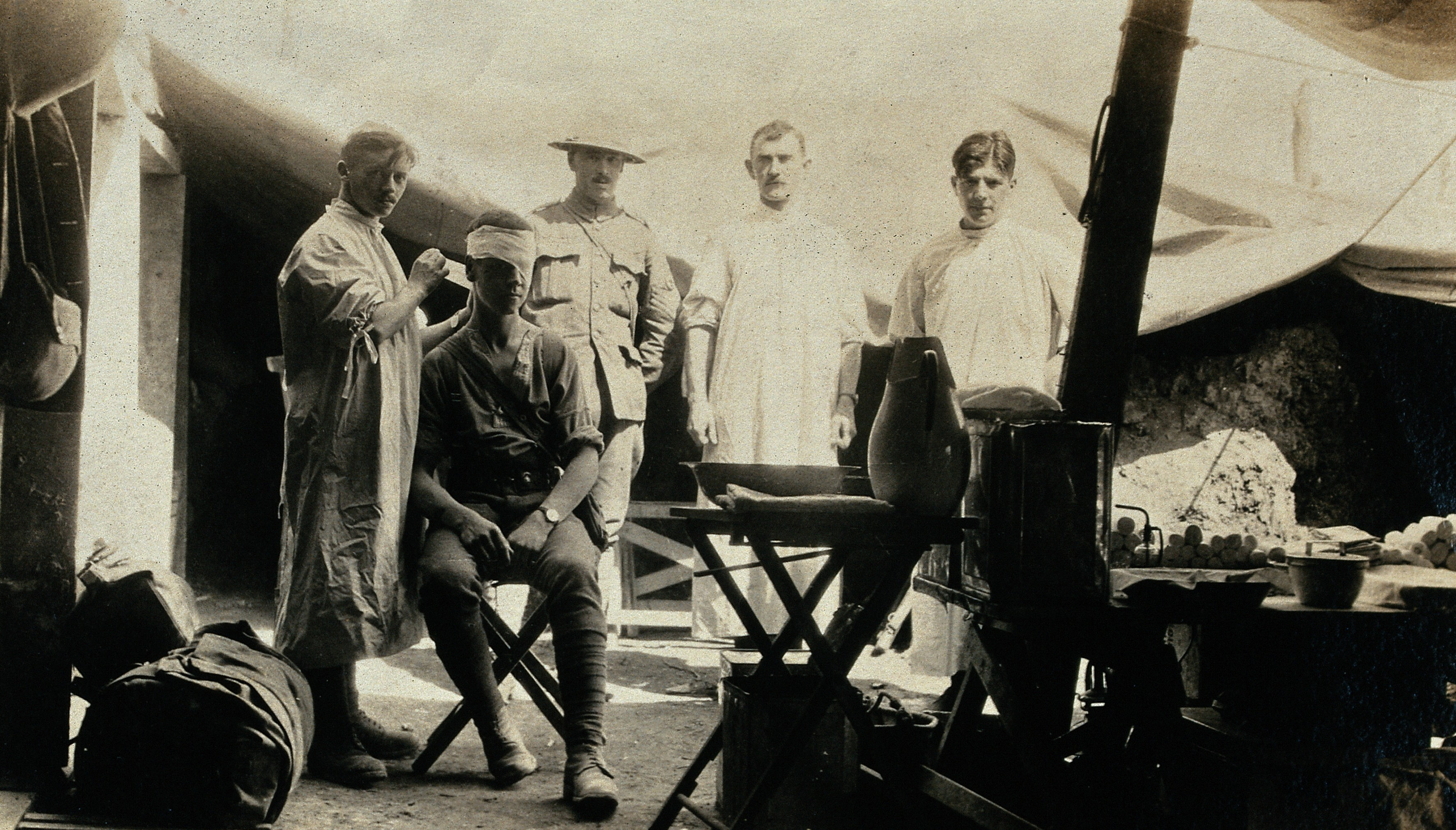
Camp de blessés improvisé à Fricourt pendant la Première Guerre mondiale.

Des haches en silex et des monnaies romaines ont été découvertes sur le territoire, attestant d'une occupation très ancienne,.
En 1178, Anthérus de Fricourt fut un des signataires de la charte communale d'Encre.
Pendant la guerre de Trente Ans, les impériaux, sous les ordres du prince de Condé, ont brûlé le village qui était situé plus en amont dans la vallée.
Pingré de Fricourt était premier avocat au bailliage d'Amiens en 1716.

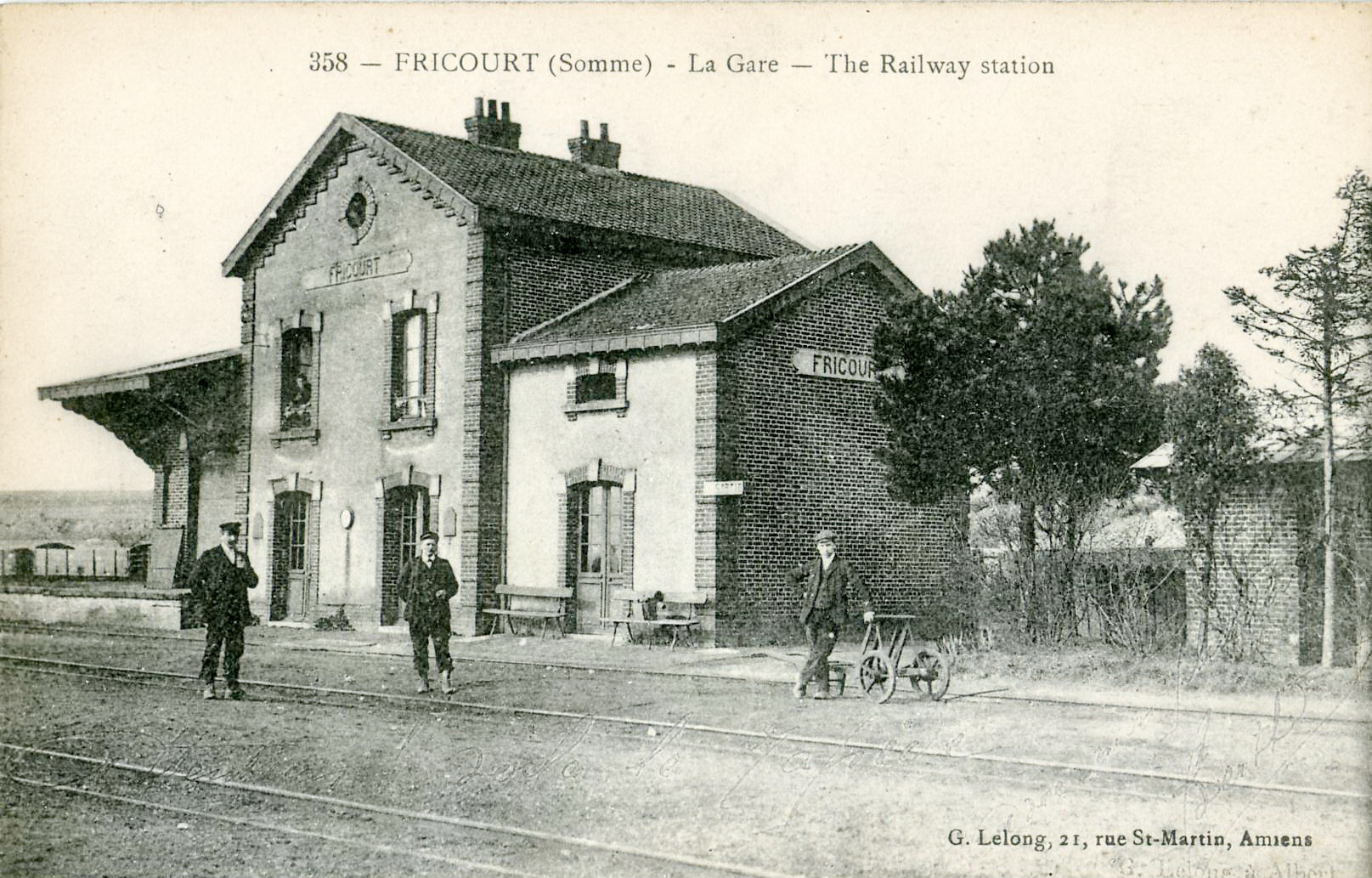
La gare de Fricourt.

Le 17 janvier 1871, le village fut pillé par deux fois par l'armée prussienne. Un habitant fut emmené comme otage pendant trois jours et la population a dû verser un tribut de 10 416 francs.
L'instituteur signale la présence d'un atelier de fabrication de boutons de nacre en 1899.
Fricourt fut au cœur des combats de la bataille de la Somme qui ont commencé le 1er juillet 1916. Aujourd'hui, des munitions de toutes sortes sont exhumées très régulièrement, des uniformes... Parmi les peintres et photographes ayant immortalisé ces lieux pendant les combats : François Flameng, peintre.
Fricourt disposait, de 1899 à 1948, d'une gare des chemins de fer départementaux de la Somme (chemin de fer secondaire à voie métrique), où se séparaient les lignes d'Albert à Montdidier et d'Albert à Ham.

## Politique et administration
| Période                                  | Période                   | Identité        | Étiquette | Qualité                         |
| ---------------------------------------- | ------------------------- | --------------- | --------- | ------------------------------- |
| Les données manquantes sont à compléter. |                           |                 |           |                                 |
|                                          | mars 1977                 | Gustave Miette  |           |                                 |
| mars 1977                                | mars 2001                 | Maurice Miette  |           |                                 |
| mars 2001                                | 2014                      | Jacky Tonnel    |           |                                 |
| 2014                                     | En cours (au 29 mai 2020) | Myriam Demailly |           | Réélue pour le mandat 2020-2026 |

La commune fait partie de la communauté de communes du Pays du Coquelicot.

## Population et société

### Démographie

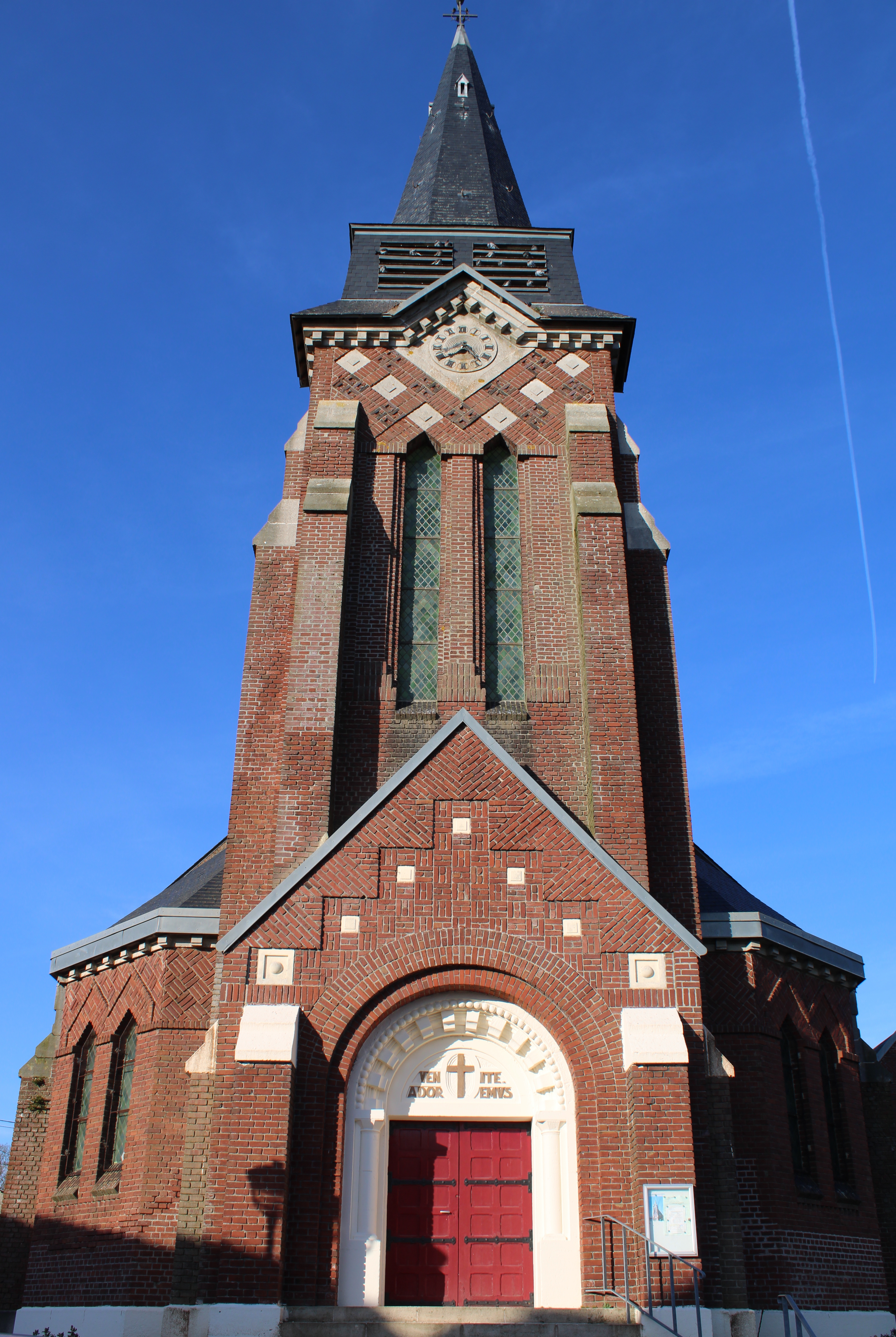
L'église Saint-Jean-Baptiste.

Les habitants s'appellent des Fricourtois(es).

L'évolution du nombre d'habitants est connue à travers les recensements de la population effectués dans la commune depuis 1793. Pour les communes de moins de 10 000 habitants, une enquête de recensement portant sur toute la population est réalisée tous les cinq ans, les populations de référence des années intermédiaires étant quant à elles estimées par interpolation ou extrapolation. Pour la commune, le premier recensement exhaustif entrant dans le cadre du nouveau dispositif a été réalisé en 2007.

En 2022, la commune comptait 469 habitants, en évolution de −5,25 % par rapport à 2016 (Somme : −1,26 %, France hors Mayotte : +2,11 %).
| 1793 | 1800 | 1806 | 1821 | 1831 | 1836 | 1841 | 1846 | 1851 |
| ---- | ---- | ---- | ---- | ---- | ---- | ---- | ---- | ---- |
| 640  | 644  | 713  | 707  | 782  | 792  | 809  | 812  | 783  |

| 1856 | 1861 | 1866 | 1872 | 1876 | 1881 | 1886 | 1891 | 1896 |
| ---- | ---- | ---- | ---- | ---- | ---- | ---- | ---- | ---- |
| 727  | 767  | 716  | 710  | 705  | 640  | 643  | 609  | 620  |

| 1901 | 1906 | 1911 | 1921 | 1926 | 1931 | 1936 | 1946 | 1954 |
| ---- | ---- | ---- | ---- | ---- | ---- | ---- | ---- | ---- |
| 611  | 612  | 593  | 293  | 383  | 418  | 479  | 473  | 503  |

| 1962 | 1968 | 1975 | 1982 | 1990 | 1999 | 2006 | 2007 | 2012 |
| ---- | ---- | ---- | ---- | ---- | ---- | ---- | ---- | ---- |
| 439  | 471  | 477  | 502  | 466  | 448  | 492  | 498  | 494  |

| 2017 | 2022 | - | - | - | - | - | - | - |
| ---- | ---- | - | - | - | - | - | - | - |
| 490  | 469  | - | - | - | - | - | - | - |

### Enseignement
Les communes de Fricourt, Bécordel et Mametz sont associées au sein d'un regroupement pédagogique intercommunal.

### Culture, fêtes, sport et loisirs
- Judo-Club
En 2002 : 20e anniversaire avec Cathy Fleury championne de France, d'Europe et du Monde et championne olympique.
En 2007 : 25e anniversaire avec Takafumi Shigeoka champion du Monde 8e dan, Ilana Korval espoir national et Nicole Andermatt de la FFJDA. En 2022 : 40e anniversaire avec Lucie Louette Kanning 5e Dan, 3 médailles en championnat du monde, 11 médailles en championnat de France dont 4 titres et Nico Kanning 3e en championnat du monde, 3 fois champion d'Allemagne et partenaire d'entraînement de Teddy Riner.
- Association Animation et loisirs.
- Association des Parents et des Anciens Élèves de Fricourt-Mametz-Bécordel (APAE-FMB), assiste les enseignants, organise la kermesse des écoles du RPI et finance des projets pédagogiques (dissoute en 2009).

### Personnalités liées à la commune
Le major Raper
La bataille de Fricourt fut le seul endroit de leur secteur où les soldats britanniques échouèrent le 1er juillet 1916, ils ne se rendirent maîtres du village que le lendemain matin, mais les soldats allemands se réfugièrent dans les bois au nord-est de Fricourt, et c'est là que l'un des principaux officiers britanniques à avoir dirigé l'attaque du village, le major Robert George Raper, fut abattu.
Les Fricourtois considérèrent alors le major comme le libérateur du village et baptisèrent une rue de son nom, qui partait symboliquement du mémorial des combattants 1914-1918, jusqu'à l'église. La famille du major Raper aida le village après la guerre en finançant l'église provisoire en bois et une partie de celle reconstruite en brique.

## Économie
Totalement reconstruit après la Première Guerre mondiale, le village a aussi la particularité de se trouver sur le 50e parallèle et d'être bordé par le nouvel Aéroport Albert-Picardie, pour le moment principalement dédié aux vols de « Bélugas », nom d'usage des Airbus A300-600ST, ces mastodontes des airs qui transportent les éléments d'Airbus de l'usine voisine de Méaulte vers les autres sites du groupe aéronautique.

## Culture locale et patrimoine

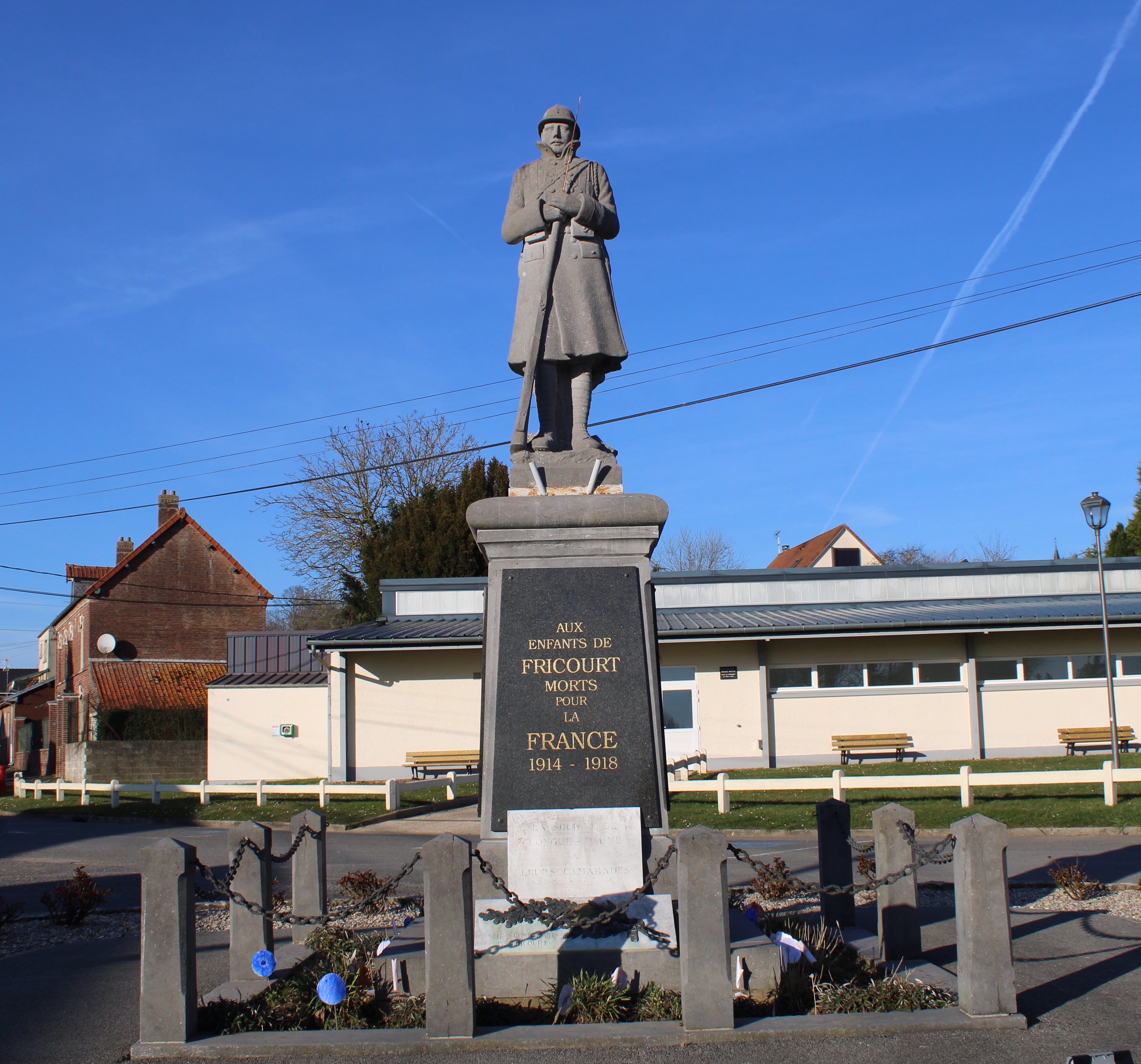
Le monument aux morts.

### Lieux et monuments
- Six cimetières militaires britanniques :
  - Citadel New Military Cemetery, Fricourt
  - Fricourt British Cemetery (Bray Road)
  - Fricourt New Military Cemetery
  - Peake Wood Cemetery, Fricourt
  - Point 110 New Military Cemetery, Fricourt ;
  - Point 110 Old Military Cemetery, Fricourt.
- Cimetière militaire allemand de Fricourt, un des plus grands cimetières militaires allemands de la Somme (17 000 soldats y reposent)[26].

- L'église Saint-Jean-Baptiste[27] dont la chaire est signalée habilement sculptée en 1899[1].
- Chapelle Notre-Dame de Foy. Bâtie en 1777 après la découverte d'une statuette. Elle est reconstruite en 1900 et en 1928[28].

## Pour approfondir